# Camerún en la Copa Mundial de Fútbol de 2002
La selección de Camerún fue uno de los 32 equipos participantes en la Copa Mundial de Fútbol de 2002, torneo que se llevó a cabo del 31 de mayo al 30 de junio en Corea del Sur y Japón.
La participación de Camerún en esta Copa Mundial es recordada por el uso de una camiseta sin mangas diseñada por la marca alemana Puma. La camiseta fue utilizada para la Copa Africana de Naciones 2002, donde Los Leones Indomables se coronaron Campeones tras derrotar a la selección de Senegal en definición a penales. La camiseta fue prohibida por la FIFA al no considerarla adecuada según el reglamento, por lo que se decidió añadirle mangas negras al diseño original para que pueda ser usada en la Copa Mundial.

## Clasificación
Primera fase (Lote D)
| Partido de Ida; 19 de abril de 2000 | Somalia | 0:3 (0:3) | Camerún                         | Stade Ahmadou Ahidjo, Yaundé                            |                                                         |
| 16:00 (UTC+1)                       |         | Reporte   | Mboma 26' · Foé 31' · Eto'o 37' | Asistencia: 35.000 espectadores Árbitro(s): Thomas Boko | Asistencia: 35.000 espectadores Árbitro(s): Thomas Boko |

| Partido de Vuelta; 23 de abril de 2000 | Camerún                        | 3:0 (2:0) (Global 6:0) | Somalia | Stade Ahmadou Ahidjo, Yaundé                                         |                                                                      |
| 16:00 (UTC+1)                          | Jama Mba 15', 27' · Olembé 48' | Reporte                |         | Asistencia: 20.000 espectadores Árbitro(s): Pierre Alain Mounguengui | Asistencia: 20.000 espectadores Árbitro(s): Pierre Alain Mounguengui |

Segunda fase (Grupo A)
| 1ª Fecha; 18 de junio de 2000 | Libia | 0:3 (0:1) | Camerún                    | Estadio de Trípoli, Trípoli                              |                                                          |
| 18:00 (UTC+2)                 |       | Reporte   | Mboma 36', 67', 87' (pen.) | Asistencia: 60.000 espectadores Árbitro(s): Mourad Daami | Asistencia: 60.000 espectadores Árbitro(s): Mourad Daami |

| 2ª Fecha; 9 de julio de 2000 | Camerún                         | 3:0 (1:0) | Angola | Stade Ahmadou Ahidjo, Yaundé                                |                                                             |
| 15:00 (UTC+1)                | Abanda 18' · Tchoutang 68', 75' | Reporte   |        | Asistencia: 25.000 espectadores Árbitro(s): Mohamed Guezzaz | Asistencia: 25.000 espectadores Árbitro(s): Mohamed Guezzaz |

| 3ª Fecha; 28 de enero de 2001 | Togo | 0:2 (0:0) | Camerún               | Estadio de Kégué, Lomé                                   |                                                          |
| 16:00 (UTC±0)                 |      | Reporte   | Eto'o 56' · Mboma 69' | Asistencia: 24.000 espectadores Árbitro(s): Falla N'Doye | Asistencia: 24.000 espectadores Árbitro(s): Falla N'Doye |

| 4ª Fecha; 25 de febrero de 2001 | Camerún   | 1:0 (1:0) | Zambia | Stade Ahmadou Ahidjo, Yaundé                                  |                                                               |
| 15:30 (UTC+1)                   | Mboma 22' | Reporte   |        | Asistencia: 76.000 espectadores Árbitro(s): Gamal Al-Ghandour | Asistencia: 76.000 espectadores Árbitro(s): Gamal Al-Ghandour |

| 6ª Fecha; 22 de abril de 2001 | Camerún    | 1:0 (0:0) | Libia | Stade Ahmadou Ahidjo, Yaundé                                 |                                                              |
| 15:30 (UTC+1)                 | Lauren 78' | Reporte   |       | Asistencia: 55.000 espectadores Árbitro(s): Petros Mathabela | Asistencia: 55.000 espectadores Árbitro(s): Petros Mathabela |

| 7ª Fecha; 6 de mayo de 2001 | Angola                   | 2:0 (0:0) | Camerún | Estádio da Cidadela, Luanda                                |                                                            |
| 15:30 (UTC+1)               | Akwá 60' · Quinzinho 69' | Reporte   |         | Asistencia: 40.000 espectadores Árbitro(s): Robin Williams | Asistencia: 40.000 espectadores Árbitro(s): Robin Williams |

| 8ª Fecha; 1 de julio de 2001 | Camerún             | 2:0 (1:0) | Togo | Stade Ahmadou Ahidjo, Yaundé                                     |                                                                  |
| 15:00 (UTC+1)                | Eto'o 28' · Foé 48' | Reporte   |      | Asistencia: 60.000 espectadores Árbitro(s): Chukwudi Chukwujekwu | Asistencia: 60.000 espectadores Árbitro(s): Chukwudi Chukwujekwu |

| 9ª Fecha; 14 de julio de 2001 | Zambia                 | 2:2 (0:0) | Camerún              | Estadio de la Independencia, Lusaka                         |                                                             |
| 15:00 (UTC+2)                 | Mwewa 60' · Nsofwa 66' | Reporte   | Foé 52' · Ndiefi 64' | Asistencia: 30.000 espectadores Árbitro(s): Reda El-Beltagy | Asistencia: 30.000 espectadores Árbitro(s): Reda El-Beltagy |

| Pos. | Equipo  | Pts. | PJ | PG | PE | PP | GF | GC | Dif. |
| ---- | ------- | ---- | -- | -- | -- | -- | -- | -- | ---- |
| 1.º  | Camerún | 19   | 8  | 6  | 1  | 1  | 14 | 4  | 10   |
| 2.º  | Angola  | 13   | 8  | 3  | 4  | 1  | 11 | 9  | 2    |
| 3.º  | Zambia  | 11   | 8  | 3  | 2  | 3  | 14 | 11 | 3    |
| 4.º  | Togo    | 9    | 8  | 2  | 3  | 3  | 10 | 13 | −3   |
| 5.º  | Libia   | 2    | 8  | 0  | 2  | 6  | 7  | 19 | −12  |

|  | Clasificado a la Copa Mundial de Fútbol de 2002 |

## Jugadores
| #  | Nombre               | Posición      | Edad | Club             |
| -- | -------------------- | ------------- | ---- | ---------------- |
| 1  | Alioum Boukar        | Portero       | 30   | Samsunspor       |
| 2  | Bill Tchato          | Defensor      | 19   | Montpellier      |
| 3  | Pierre Wome          | Defensor      | 19   | Bologna          |
| 4  | Rigobert Song        | Defensor      | 26   | 1. FC Koln       |
| 5  | Raymond Kalla        | Defensor      | 27   | Extremadura UD   |
| 6  | Pierre Njanka        | Defensor      | 27   | RC Strasbourg    |
| 7  | Joseph N'Do          | Mediocampista | 26   | Al-Khaleej       |
| 8  | Geremi Njitap        | Defensor      | 23   | Real Madrid      |
| 9  | Samuel Eto'o         | Delantero     | 21   | Mallorca         |
| 10 | Patrick Mboma        | Delantero     | 31   | Sunderland       |
| 11 | Pius N'Diefi         | Delantero     | 17   | Sedan            |
| 12 | Lauren Etame Mayer   | Mediocampista | 25   | Arsenal          |
| 13 | Lucien Mettomo       | Defensor      | 25   | Manchester City  |
| 14 | Joël Epalle          | Mediocampista | 24   | Panathinaikos    |
| 15 | Nicolas Alnoudji     | Mediocampista | 22   | Rizespor         |
| 16 | Jacques Songo'o      | Portero       | 38   | FC Metz          |
| 17 | Marc-Vivien Foé†     | Mediocampista | 27   | Lyon             |
| 18 | Patrick Suffo        | Delantero     | 24   | Sheffield United |
| 19 | Eric Djemba-Djemba   | Mediocampista | 21   | Nantes           |
| 20 | Salomon Olembé       | Mediocampista | 21   | Marsella         |
| 21 | Joseph-Désiré Job    | Delantero     | 20   | Lyon             |
| 22 | Idriss Carlos Kameni | Portero       | 18   | Le Havre AC      |
| 23 | Daniel Ngom Kome     | Mediocampista | 26   | Numancia         |
| DT | Winfried Schäfer     |               |      |                  |

## Participación

### Primera fase (Grupo E)
| Pos. | Equipo         | Pts. | PJ | PG | PE | PP | GF | GC | Dif. |
| ---- | -------------- | ---- | -- | -- | -- | -- | -- | -- | ---- |
| 1.º  | Alemania       | 7    | 3  | 2  | 1  | 0  | 11 | 1  | 10   |
| 2.º  | Irlanda        | 5    | 3  | 1  | 2  | 0  | 5  | 2  | 3    |
| 3.º  | Camerún        | 4    | 3  | 1  | 1  | 1  | 2  | 3  | −1   |
| 4.º  | Arabia Saudita | 0    | 3  | 0  | 0  | 3  | 0  | 12 | −12  |

|  | Clasificados a octavos de final |

#### Irlanda vs. Camerún
| 1 de junio de 2002, 15:30 | Irlanda     | 1:1 (0:1) | Camerún   | Estadio del Gran Cisne, Niigata                                   |                                                                   |
|                           | Holland 52' | Reporte   | Mboma 39' | Asistencia: 33.679 espectadores Árbitro(s): Tōru Kamikawa (Japón) | Asistencia: 33.679 espectadores Árbitro(s): Tōru Kamikawa (Japón) |

| República de Irlanda | República de Irlanda | Camerún | Camerún |
| -------------------- | --- | --- | ------- |
| República de Irlanda | Primera Fase (Grupo E), 1ª Fecha 1 de junio de 2002 en Estadio del Gran Cisne, Niigata Resultado: 1:1 Asistentes: 33.679 Árbitro: Tōru Kamikawa (Japón) Reporte                                                        | Primera Fase (Grupo E), 1ª Fecha 1 de junio de 2002 en Estadio del Gran Cisne, Niigata Resultado: 1:1 Asistentes: 33.679 Árbitro: Tōru Kamikawa (Japón) Reporte                                                                      | Camerún |
| República de Irlanda | (1) Shay Given · (18) Gary Kelly · (14) Gary Breen · (5) Steve Staunton · (3) Ian Harte 77' · (7) Jason McAteer 46' · (8) Matt Holland · (11) Kevin Kilbane · (12) Mark Kinsella · (9) Damien Duff · (10) Robbie Keane | (1) Alioum Boukar · (5) Raymond Kalla · (3) Pierre Womé · (4) Rigobert Song · (2) Bill Tchato · (12) Lauren Bisan-Etame · (8) Geremi Njitap · (17) Marc-Vivien Foé · (20) Salomon Olembé · (9) Samuel Eto'o · (10) Patrick Mboma 69' | Camerún |
| República de Irlanda | Mick McCarthy | Winfried Schäfer | Camerún |
| República de Irlanda | (2) Steve Finnan 46' · (21) Steven Reid 77' | (18) Patrick Suffo 69' | Camerún |
| República de Irlanda | Goles | | Camerún |
| República de Irlanda | · 1:1 52' Matt Holland | 0:1 39' Patrick Mboma | Camerún |
| República de Irlanda | Tarjetas amarillas | | Camerún |
| República de Irlanda | 30' Jason McAteer · 51' Steve Finnan · 82' Steven Reid | 89' Raymond Kalla | Camerún |

#### Camerún vs. Arabia Saudita
| 6 de junio de 2002, 18:00 | Camerún   | 1:0 (0:0) | Arabia Saudita | Estadio Saitama 2002, Saitama                                     |                                                                   |
|                           | Eto'o 66' | Reporte   |                | Asistencia: 52.328 espectadores Árbitro(s): Terje Hauge (Noruega) | Asistencia: 52.328 espectadores Árbitro(s): Terje Hauge (Noruega) |

| Camerún | Camerún | Arabia Saudita | Arabia Saudita |
| ------- | --- | --- | -------------- |
| Camerún | Primera Fase (Grupo E), 2ª Fecha 6 de junio de 2002 en Estadio Saitama 2002, Saitama Resultado: 1:0 Asistentes: 52.328 Árbitro: Terje Hauge (Noruega) Reporte                                                                                  | Primera Fase (Grupo E), 2ª Fecha 6 de junio de 2002 en Estadio Saitama 2002, Saitama Resultado: 1:0 Asistentes: 52.328 Árbitro: Terje Hauge (Noruega) Reporte | Arabia Saudita |
| Camerún | (1) Alioum Boukar · (3) Pierre Womé 84' · (2) Bill Tchato · (4) Rigobert Song · (5) Raymond Kalla · (12) Lauren Bisan-Etame · (17) Marc-Vivien Foé · (23) Daniel Ngom Kome 46' · (8) Geremi Njitap · (9) Samuel Eto'o · (10) Patrick Mboma 74' | (1) Mohamed Al-Deayea · (2) Mohammed Al-Jahani · (3) Redha Tukar · (4) Abdullah Zubromawi 72' · (6) Fouzi Al-Shehri · (13) Hussein Sulaimani · (14) Abdulaziz Khathran 86' · (17) Abdullah Al-Waked · (7) Ibrahim Al-Shahrani · (18) Nawaf Al-Temyat · (11) Obeid Al-Dosari 35' | Arabia Saudita |
| Camerún | Winfried Schäfer | Nasser Al-Johar | Arabia Saudita |
| Camerún | (20) Salomon Olembé 46' · (11) Pius N'Diefi 74' · (6) Pierre Njanka 84' | (20) Al Hasan Al-Yami 35' · (15) Abdullah Jumaan Al-Dosari 72' · (8) Mohammed Noor 86' | Arabia Saudita |
| Camerún | Goles | | Arabia Saudita |
| Camerún | 1:0 66' Samuel Eto'o | | Arabia Saudita |
| Camerún | Tarjetas amarillas | | Arabia Saudita |
| Camerún | 10' Pierre Womé | 59' Al Hasan Al-Yami | Arabia Saudita |

#### Camerún vs. Alemania
| 11 de junio de 2002, 20:30 | Camerún | 0:2 (0:0) | Alemania             | Estadio Ecopa, Shizuoka                                                  |                                                                          |
|                            |         | Reporte   | Bode 50' · Klose 79' | Asistencia: 47.085 espectadores Árbitro(s): Antonio López Nieto (España) | Asistencia: 47.085 espectadores Árbitro(s): Antonio López Nieto (España) |

| Camerún | Camerún | Alemania | Alemania |
| ------- | --- | --- | -------- |
| Camerún | Primera Fase (Grupo E), 3ª Fecha 11 de junio de 2002 en Estadio Ecopa, Shizuoka Resultado: 0:2 Asistentes: 47.085 Árbitro: Antonio López Nieto (España) Reporte                                                                              | Primera Fase (Grupo E), 3ª Fecha 11 de junio de 2002 en Estadio Ecopa, Shizuoka Resultado: 0:2 Asistentes: 47.085 Árbitro: Antonio López Nieto (España) Reporte                                                                                            | Alemania |
| Camerún | (1) Alioum Boukar · (2) Bill Tchato 53' · (5) Raymond Kalla · (4) Rigobert Song · (3) Pierre Womé · (8) Geremi Njitap · (20) Salomon Olembé 64' · (17) Marc-Vivien Foé · (12) Lauren Bisan-Etame · (10) Patrick Mboma 80' · (9) Samuel Eto'o | (1) Oliver Kahn · (2) Thomas Linke · (5) Carsten Ramelow · (21) Christoph Metzelder · (22) Torsten Frings · (19) Bernd Schneider 80' · (8) Dietmar Hamann · (13) Michael Ballack · (6) Christian Ziege · (11) Miroslav Klose 84' · (9) Carsten Jancker 46' | Alemania |
| Camerún | Winfried Schäfer | Rudi Völler | Alemania |
| Camerún | (18) Patrick Suffo 53' · (23) Daniel Ngom Kome 64' · (21) Joseph-Désiré Job 80' | (17) Marco Bode 46' · (16) Jens Jeremies 80' · (7) Oliver Neuville 84' | Alemania |
| Camerún | Goles | | Alemania |
| Camerún | 0:1 50' Marco Bode · 0:2 79' Miroslav Klose | | Alemania |
| Camerún | Tarjetas amarillas | | Alemania |
| Camerún | 8' Marc-Vivien Foé · 42' Rigobert Song · 44' Bill Tchato · 56' Geremi Njitap · 58' Salomon Olembé · 60' Patrick Suffo · 81' Lauren Bisan-Etame                                                                                               | 9' Carsten Jancker · 29' Dietmar Hamann · 31' Michael Ballack · 37' Carsten Ramelow · 42' Oliver Kahn · 72' Christian Ziege · 74' Torsten Frings | Alemania |
| Camerún | Doble amarilla | | Alemania |
| Camerún | 77' Patrick Suffo | 40' Carsten Ramelow | Alemania |